# Віссен
Віссен (нім. Wissen) — місто в Німеччині, розташоване в землі Рейнланд-Пфальц. Входить до складу району Альтенкірхен. Центр об'єднання громад Віссен.
Площа — 34,88 км2. Населення становить 8253 ос. (станом на 31 грудня 2020).